# Un paio d'ali
Un paio d'ali è una delle più famose commedie musicali della coppia Garinei e Giovannini.
Ebbe due edizioni una nel 1957 e una nel 1997.
Andò in scena per la prima volta nel 1957, con Renato Rascel nella parte del protagonista (Professor Tuzzi), affiancato da Mario Carotenuto e da una giovanissima Giovanna Ralli.

## Trama
Un paio d'ali è la storia di un timido e squattrinato professore vessato dalla vita, dai suoi studenti-bulli, dalla acida padrona di casa, che cerca di educare ed istruire una giovane ragazza, Giovanna detta "Sgargamella" (ovvero "schiaffo" in dialetto romanesco) per i suoi modi tutt'altro che gentili, della quale è segretamente innamorato.

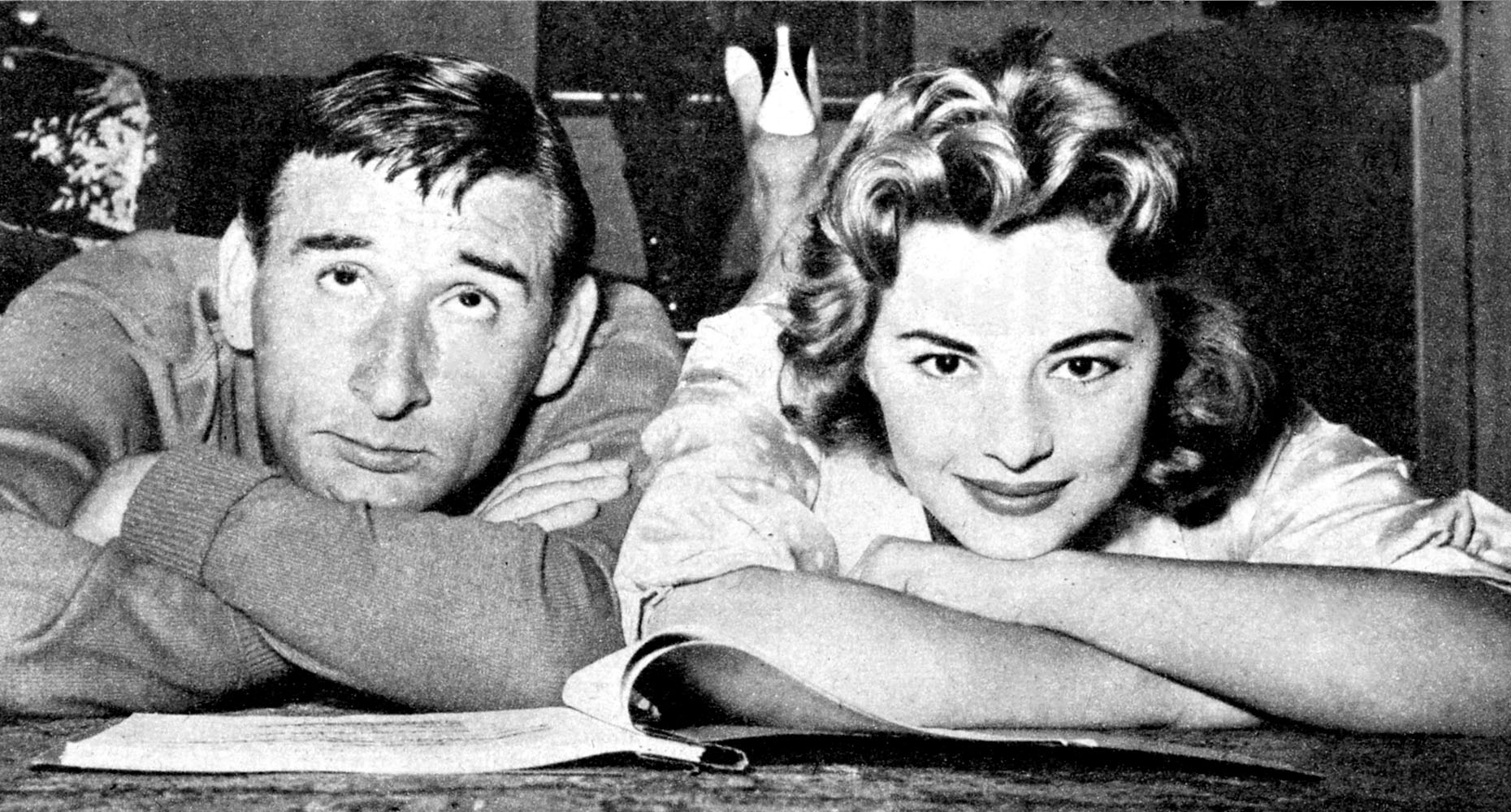
Renato Rascel con Giovanna Ralli

Giovanna sogna di sfondare nel cinema (è il periodo del boom di Cinecittà) e così si affida alle cure del professor Enrico Tuzzi, assiduo frequentatore della trattoria del padre Annibale, che ne affina la cadenza dialettale ed i modi popolari.
Ma le lezioni di dizione e di portamento del professore sono deleterie, perché a Cinecittà Giovanna viene scartata proprio perché "troppo perbene": impazza il neorealismo, gli attori di strada, i "poveri ma belli" e non c'è spazio per l'italiano ("Nel cinema italiano l'italiano è una lingua morta!", le risponde il regista in uno dei momenti più divertenti della commedia).
Il professor Tuzzi, sull'orlo del suicidio per i continui fallimenti, riesce, spronato dalla stessa Giovanna, a farsi coraggio, a volare con "un paio d'ali" e, malgrado la sua goffaggine e la sua timidezza, a far fronte ad Augusta, la padrona di casa, a mettere in riga i suoi studenti e, nel lieto fine, a conquistare il cuore della bella Giovanna.

## Musiche
Fanno parte della commedia alcune delle canzoni (tutte scritte da Gorni Kramer) più famose della premiata ditta Garinei e Giovannini, tra le quali Un paio d'ali, L'uomo inutile, Non so dir ti voglio bene, La Sgargamella, ma soprattutto Domenica è sempre domenica, utilizzata successivamente anche come sigla della trasmissione Il Musichiere.
La commedia è stata riportata in scena da Pietro Garinei, dopo la morte di Giovannini nel 1997, al Teatro Sistina: nella parte del professor Tuzzi che fu di Rascel è stato chiamato Maurizio Micheli, mentre Giovanna è stata interpretata da Sabrina Ferilli ed Annibale da Maurizio Mattioli. In detta edizione le coreografie furono affidate a Gino Landi, le scenografie a Uberto Bertacca e i costumi a Silvia Frattolillo.

## Edizioni in Italia

### Prima edizione
La prima edizione di Un paio d'ali risale al 18 settembre 1957.
Il cast della prima edizione era formato da:
- Professor Tuzzi: Renato Rascel
- Sgargamella: Giovanna Ralli
- Annibale: Mario Carotenuto

### Seconda edizione
La seconda edizione di Un paio d'ali risale al 1997.
Il cast della seconda edizione era formato da:
- Professor Tuzzi: Maurizio Micheli
- Sgargamella: Sabrina Ferilli
- Annibale: Maurizio Mattioli